# Wera Alexandrowna Dawydowa
Wera Alexandrowna Dawydowa (georgisch ვერა ალექსანდრეს ასული დავიდოვა, russisch Вера Александровна Давыдова; * 17. Septemberjul. / 30. September 1906greg. in Nischni Nowgorod; † 19. Februar 1993 in Tiflis) war eine sowjetische bzw. georgische Mezzosopranistin und Hochschullehrerin.

## Leben
Dawydowa war das jüngste der fünf Kinder eines Vermessungstechnikers und einer Volksschullehrerin. Sie kam mit Versetzung der Mutter nach Chabarowsk und 1910 nach Nikolajewsk am Amur. Ihren ersten Musikunterricht bekam sie von dem entfernt verwandten Kirchensänger und neuen Ehemann ihrer Mutter Michail Fljorow. Sie besuchte ab 1912 das Mädchengymnasium und erhielt Klavierunterrichtsstunden. Bei ihrem ersten Konzertauftritt anlässlich des 100. Jahrestags der Schlacht bei Borodino 1812 sang sie als Solistin in den Liedern Borodino (nach Worten Michail Lermontows) und Duschetschki-dewizy von Alexander Dargomyschski.
Während des Bürgerkriegs wurden die Dawydows und Fljorow im Zusammenhang mit der Sibirischen Intervention von sich nach Osten  zurückziehenden weißen Truppen mitgenommen. Nach der Befreiung durch Partisanen gelang es ihnen 1920, unter großen Mühen Blagoweschtschensk zu erreichen, das bereits von der Roten Armee gehalten wurde. Dort setzte Dawydowa bei der Pianistin L. W. Kuksinskaja ihre Ausbildung fort. Dank ihrer Hilfe wurde Dawydowa Solistin im Chor der dortigen Kathedrale unter der Leitung I. I. Raiskis. Sie studierte Gesang bei dem Prjanischnikow-Schüler I. P. Achmatow und wurde 1922 Mitglied einer Operngenossenschaft. Ihre ersten Partien waren die Kinderfrau Filipjewna in Eugen Onegin und Flora Bervoix in La traviata.
Als Andrei Labinski auf seiner Tournee nach Blagoweschtschensk kam und empfahl, nach Leningrad zu kommen, folgte Dawydowa dem Rat und ging nach Leningrad zu ihrem Bruder Konstantin, der privat bei der Sopranistin Jelena De-Wos-Sobolewa studierte. Dawydowa studierte nun am Leningrader Konservatorium in De-Wos-Sobolewas Klasse mit Abschluss 1930 und auch im von Iwan Jerschow geleiteten Opernstudio. Während des Studiums heiratete sie den Bassisten Dmitri Semenowitsch Mtschedlidse (1904–1983).
Dawydowa debütierte 1929 im nach Sergei Kirow benannten Leningrader Opern- und Balletttheater in Richard Wagners Parsifal als Stimme aus der Höhe unter der Leitung des Gastdirigenten Otto Klemperer.
Von 1932 bis 1956 war Dawydowa Solistin des Moskauer Bolschoi-Theaters. Während des Deutschen Angriffskriegs gegen die Sowjetunion sang sie in der Oper Tiflis. Sie gab Konzerte in Aserbaidschan und Armenien, am Schwarzen Meer, vor Grenzsoldaten und in Lazaretten. Den Erlös eines Solokonzerts spendete sie für die Verteidigung.
Ab 1959 lehrte Dawydowa am Tifliser Konservatorium mit Ernennung zur Professorin 1964. Zu ihren Schülerinnen gehörten Lamara Tschkonija und Makwala Kasraschwili.
Dawydowa war Abgeordnete im Obersten Sowjet der RSFSR der 2. und 3. Sitzungsperiode (1946–1955).

## Ehrungen, Preise
- Verdiente Künstlerin der RSFSR (1937)
- Ehrenzeichen der Sowjetunion (1937)
- Medaille „Für heldenmütige Arbeit im Großen Vaterländischen Krieg 1941–1945“
- Stalinpreis I. Klasse (1946, 1950, 1951)[4]
- Volkskünstlerin der RSFSR (1951)[4]
- Orden des Roten Banners der Arbeit (1951, 1976)[6][7]
- Volkskünstlerin der Georgischen Sozialistischen Sowjetrepublik (1981)[2]